# Brigade Sobol al-Salam
La brigade Sobol Al-Salam est une faction armée libyenne d'Arabes Zuwayya formée en 2015, pendant la deuxième guerre civile libyenne, à la suite des affrontements à Koufra en octobre 2015 entre cette communauté et les Toubous.
Elle est devenue l'un des principaux groupes armés dans la zone allant de Koufra au point de contrôle de Bu-Zerag situé à 400 km au nord sur la route menant à Jalu.
Son commandant, Abdelrahman Hachim Al-Kilani, se serait allié à l'Armée nationale libyenne (ANL) du maréchal Khalifa Hafter, de qui il aurait reçu 40 véhicules blindés Toyota en septembre 2018.
Selon le panel des experts de l'ONU sur la Libye, elle est impliquée dans le trafic d'êtres humains en provenance du Soudan.